# جمعية النهوض بالذكاء الاصطناعي
جمعية النهوض بالذكاء الاصطناعي منظمة تأسست عام 1979 تحت اسم «الجمعية الأمريكية للذكاء الاصطناعي» وغيرت اسمها في عام 2007 إلى «جمعية النهوض بالذكاء الاصطناعي». لديها أكثر من 4000 عضو حول العالم  
وقد ترأس المنظمة في تاريخها المبكر شخصيات بارزة في علوم الكمبيوتر مثل ألين نويل وإدوارد فيجنباوم ومارفن مينسكي وجون مكارثي الحالي  
الرئيس هو يولاندا جيل، والرئيس المنتخب هو بارت سلمان. ترجمه تأسست المنظمة عام 1979 تحت اسم «الجمعية الأمريكية للذكاء الاصطناعي» وغيرت اسمها في عام 2007 إلى «جمعية النهوض بالذكاء الاصطناعي». لديها أكثر من 4000 عضو حول العالم.
يستقبل المنظمة في تاريخها المبكر شخصيات بارزة في علوم الكمبيوتر مثل Allen Newell وEdward Feigenbaum وMarvin Minsky and John McCarthy (عالم الكمبيوتر جون مكارثي. الرئيس    الحالي Yolanda Gil والرئيس المنتخب هو بارت سلمان.

## المؤتمرات والمنشورات
تقدم العديد من الخدمات لمجتمع الذكاء الاصطناعي. ترعى العديد من المؤتمرات والندوات كل عام بالإضافة إلى دعم 14 مجلة في مجال الذكاء الاصطناعي. تنتج منشورًا ربع سنويًا، التي تسعى إلى نشر أبحاث وأدبيات جديدة مهمة في جميع مجالات الذكاء الاصطناعي ومساعدة الأعضاء على مواكبة البحوث خارج تخصصاتهم المباشرة. تم نشر المجلة بشكل مستمر منذ عام 1980.
تنظم مؤتمر حول الذكاء الاصطناعي الذي يعتبر أحد أفضل المؤتمرات في مجال الذكاء الاصطناعي.

## الجوائز
بالإضافة إلى تمنح عدة جوائز أخرى:

### جائزة ACM-AAAI Allen Newell
يتم تقديم جائزة ACM-AAAI Allen Newell إلى شخص تم اختياره للمساهمات المهنية التي تتمتع باتساع داخل علوم الكمبيوتر، أو التي تربط بين علوم الكمبيوتر والتخصصات الأخرى. ويرافق هذه الجائزة الممنوحة جائزة قدرها 10000 دولار أمريكي، وتدعمها جمعية النهوض بالذكاء الاصطناعي، ورابطة آلات الحوسبة (ACM)، ومساهمات فردية.
المستلمون السابقون:
- هنري كاوتز (2018)
- مارغريت أ.بودين (2017)
- جيتندرا مالك (2016)
- إريك هورفيتز (2015)
- جون كلاينبرغ (2014)
- موشيه تينينهولتز ويوف شوهام (2012)
- ستيفاني فورست (2011)
- تاكيو كندي (2010)
- مايكل آي جوردان (2009)
- باربرا ج.جروز وجوزيف هالبيرن (2008)
- ليونيداس جيباس (2007)
- كارين سبارك جونز (2006)
- جاك مينكر (2005)
- ريتشارد ب.غابرييل (2004)
- ديفيد هاوسلر وجوديا بيرل (2003)
- بيتر تشين (2002)
- روزينا باجسي (2001)
- لطفي زاده (2000)
- نانسي ليفيسون (1999)
- شاول أماريل (1998)
- كارفر ميد (1997)
- جوشوا ليدربيرج (1995)
- فريد بروكس (1994)

### جائزة المعلم المتميز
تم إنشاء جائز المتميزة للمعلمين السنوية في عام 2016 لتكريم شخص (أو مجموعة من الأشخاص) قدم مساهمات كبيرة في تعليم الذكاء الاصطناعي والتي توفر فوائد طويلة لمجتمع الذكاء الاصطناعي.
المستلمون السابقون: الأمد
- أشوك جول (2019)
- تود دبليو نيلر (2018)
- سيباستيان ثرون (2017)
- بيتر نورفيج وستيوارت ج. راسل (2016)